# Von Neumann (cráter)

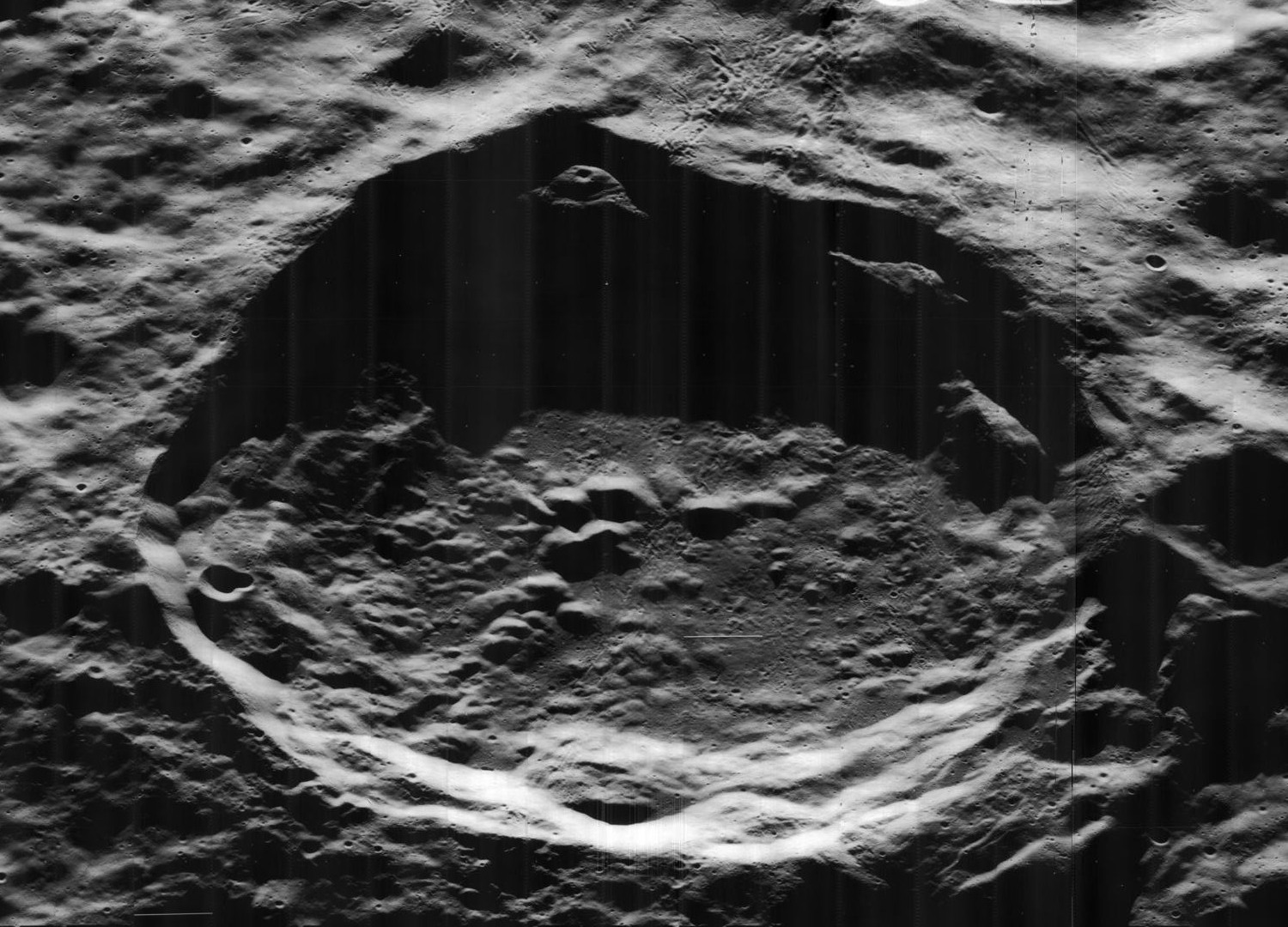
Imagen oblicua de la misión Lunar Orbiter 5

Von Neumann es un cráter de impacto perteneciente a la cara oculta de la Luna, situado en el hemisferio norte. Está prácticamente unido al borde sur-sureste de la llanura amurallada del cráter Campbell. El cráter Ley está unido a la orilla noreste de Von Neumann, parcialmente recubierto por sus rampas exteriores. Al oeste se halla el prominente cráter Wiener, y al sur-sudoeste aparece Nikolayev.
Este cráter tiene una pared interior ancha, con múltiples taludes aterrazados. El grosor de la pared interior varía alrededor del perímetro, con la sección más ancha hacia el sur. Presenta un cierto declive en la pared interior hacia el noroeste, donde el borde se acerca más a Campbell. El estrecho pasillo situado entre estos dos cráteres es rugoso e irregular, al igual que el terreno restante que rodea el cráter. El borde posee un tramo más o menos rectilíneo en el lado suroeste, pero es aproximadamente circular en conjunto.
El suelo interior es casi plano y nivelado en el lado occidental. Una pequeña serie de crestas discurren desde el sur hasta el borde norte del suelo, más irregular en la mitad oriental. El interior del cráter no contiene impactos reseñables y por lo general sus costados no están erosionados.